# Kvarteret Carl
Kvarteret Carl i Ronneby anlades efter 1864 års stadsbrand och anlades i anslutning till där stadens medeltida torg en gång har legat. Kvarteret Carl sammanslogs 1996 med kvarteret Bror. Hela det historiska kvarteret tillsammans med den västra delen av innerstaden omfattas av fornlämningen RAÄ Ronneby 214:1, som utgör den medeltida stadens utsträckning. 
På den plats som sedermera skulle bli kvarteret Carl har det sedan slutet av 1700-talet funnits garveriverksamhet. Kvarteret innehöll fram till 1872 – 1873 garveriverksamheter mot Rosengatan, som i folkmun ofta kallades ”garvaregatan”, likt grannkvarteren Kvarteret Axel och Kvarteret Bror längs samma gata. Kvarteret Carl var det första av de tre kvarteren där garveriverksamheten började läggas ned.  Omvandlingen började i samband med att tullinspektör Albert Sandsteølt istället lät bygga ett bostadshus mot Rosengatan. Delar av garveriverksamheten kan ha lagts ned redan 1865 i samband med att en kakelugnsmakarverkstad istället etablerats i kvarteret. Verkstaden var aktiv fram till 1906.
Längst i söder vid den karaktäristiska kröken i Ronnebyån drevs en ganska omfattande garveriverksamhet av garverifabrikör Carl Hofstrand. Denna verksamhet pågick fram till fabrikörens död 1908 och 1910 lät den nya ägaren riva garveribyggnaderna och byggde istället en bostadsbyggnad i jugendarkitektur. Denna byggnad revs 1966 när Strandgatan skulle få en delvis ny sträckning och Västerbro uppfördes. 
1996 lät Riksbyggen uppföra bostadsbebyggelse i kvarteret i två våningar med omväxlande putsade och träklädda fasader. Det arkitektoniska utförandet av kvartersbebyggelsen tar medvetet upp delar av det uttryck som den västra stadskärnan hade vid 1800-talets slut, dock i en postmodernistisk tappning.